# Lista de supercentenários japoneses
Esta é uma lista incompleta de supercentenários originários dos Japão, ou seja, de pessoas que tenham a nacionalidade desse país e que tenham alcançado a idade de 110 anos.

## Vivos

### Lista
| Nº | Nome             | Sexo | Nascimento             | Idade atual         | Prefeitura de nascimento |
| -- | ---------------- | ---- | ---------------------- | ------------------- | ------------------------ |
| 1  | Fusa Tatsumi     | F    | 25 de abril de 1907    | 117 anos e 329 dias | Osaka                    |
| 2  | Tomiko Itooka    | F    | 23 de maio de 1908     | 116 anos e 301 dias | Osaka                    |
| 3  | Okagi Hayashi    | F    | 2 de setembro de 1909  | 115 anos e 199 dias | Gifu                     |
| 4  | Tane Matsubara   | F    | 15 de outubro de 1909  | 115 anos e 156 dias | Tochigi                  |
| 5  | Masa Matsumoto   | F    | 29 de novembro de 1909 | 115 anos e 111 dias | Shiga                    |
| 6  | Kikue Taira      | F    | 26 de abril de 1910    | 114 anos e 328 dias | desconhecido             |
| 7  | Hisako Shiroishi | F    | 19 de maio de 1910     | 114 anos e 305 dias | desconhecido             |

## Históricos
Supercentenários japoneses falecidos. Ordenados por data de nascimento.

### Tane Ikai
Tane Ikai (18 de janeiro de 1879 – 12 de julho de 1995) tornou-se a pessoa mais velha do Japão em 1992, após o falecimento de Waka Shirahama. Apesar de ter falecido com mais de 116 anos, Jeanne Calment era quase 4 anos mais velha, logo, ela não entrou na lista de Decanos da Humanidade.

### Ura Koyama
Ura Koyama (Iizuka, 30 de agosto de 1890 – 5 de abril de 2005) sucedeu a Mitoyo Kawate como a pessoa mais velha do Japão em novembro de 2003. Foi sucedida por Yone Minagawa.
Na altura da sua morte era a quarta pessoa mais velha do mundo.

Encontra-se, agora, entre as 40 pessoas mais velhas de sempre.

### Kama Chinen
Kama Chinen (10 de maio de 1895 – 2 de maio de 2010) foi a pessoa mais velha do mundo depois da morte da norte-americana Gertrude Baines. Morreu  114 anos e 357 dias. Embora tenha sido a pessoa mais velha do mundo, pouco se sabe acerca da senhora Chinen, visto que a família pediu anonimato.

### Chiyo Shiraishi
Chiyo Shiraishi (6 de agosto de 1895 – 19 de novembro de 2009) era no dia do falecimento, com 114 anos e 105 dias a segunda japonesa mais velha ainda viva e a quarta pessoa mais velha do mundo. Entrou na lista das pessoas mais velhas de sempre a 19 de março de 2009, tendo falecido no 59º lugar dessa lista.

### Tomoji Tanabe
Tomoji Tanabe (18 de setembro de 1895 – 19 de junho de 2009) com 129 anos e 183 dias foi a terceira pessoa japonesa mais velha e a oitava pessoa mais velha do mundo. Foi o homem mais velho do Mundo e entrou na lista das pessoas mais velhas de sempre a 6 de maio de 2009.

### Jiroemon Kimura
Jiroemon Kimura (19 de abril de 1897 – 12 de junho de 2013) foi, aos 116 anos e 54 dias, a pessoa mais velha do Mundo. Atribuia o segredo da sua longevidade a consumir comida saudável e em pequena quantidade. Ele tinha quase 15 anos quando o Titanic afundou. Era um grande apreciador de sumô

### Misao Okawa
Misao Okawa (5 de março de 1898 – 1 de abril de 2015) foi uma supercentenária japonesa, considerada a pessoa asiática mais velha de todas. Recebeu o título de decana da humanidade no dia 12 de junho de 2013, após a morte do seu conterrâneo, Jiroemon Kimura. Em 2015, Misao tinha um filho de 92 anos e um bisneto de apenas dois anos. Após o seu falecimento, o título foi cedido à estadunidense Gertrude Weaver, quatro meses mais nova.

### Harumi Nakamura
Harumi Nakamura (15 de março de 1900 – 27 de setembro de 2015) foi um supercentenária japonesa que havia sido reconhecido pelo Ministério da Saúde, Trabalho e Bem-Estar como a pessoa mais velha do Japão. Ela era residente do distrito de Shibuya, Tóquio. Ela era a quarta pessoa viva mais velha verificada no mundo, de acordo com o Gerontology Research Group. Ela tinha sido a mais antiga pessoa japonesa viva desde a morte de Misao Okawa em 1 de abril de 2015, mas não foi oficialmente verificada até 1 de julho de 2015.
Ela morreu em 27 de setembro de 2015 com 115 anos, 196 dias. Depois de sua morte, Nabi Tajima (4 de agosto de 1900) tornou-se a pessoa mais velha do Japão.
Enquanto seu nome nunca foi divulgado publicamente pela MHLW, uma fotografia de sua parede em uma foto de 2011, sugeriu que seu nome fosse Harumi Nakamura.

### Nabi Tajima
Nabi Tajima (4 de agosto de 1900 – 21 de abril de 2018) foi a pessoa mais velha já verificada no Japão e a terceira no mundo. Foi a pessoa mais velha viva (Decana da Humanidade) entre a morte Violet Brown em 15 de setembro de 2017 e a sua morte. Ela foi a última pessoa nascida no século XIX. Ela tornou-se a pessoa viva mais velha no Japão em 27 de setembro de 2015, após a morte de uma mulher anônima de 115 anos que vivia em Tóquio.

### Yukie Hino
Yukie Hino (17 de abril de 1902 – 13 de janeiro de 2017) foi uma supercentenária japonesa com a idade de 114 anos e 271 dias, é terceira pessoa mais velha do Japão e a sétima pessoa viva mais velha do mundo, oficialmente verificada pelo Gerontology Research Group.

### Tae Ito
Tae Ito (11 de julho de 1903 – 13 de novembro de 2017) foi uma supercentenária japonesa que foi reconhecida como a residente mais velha da prefeitura de Iwate. Ela foi verificada pelo Gerontology Research Group em 8 de setembro de 2014, e era a 4ª pessoa mais velha do Japão, na altura de seu falecimento.
A Sra. Ito foi uma nativa do antigo distrito de Huenuki, que agora faz parte da cidade de Hanamaki. Ela se casou em 1925 e trabalhou como agricultora até que ela recebeu sua pensão aos 90 anos. Em seu aniversário de 111 anos, foi relatado que ela usava uma cadeira de rodas, mas gostava de ler e fez origami com seus amigos. Ela se mudou pela primeira vez para uma casa de repouso aos 105 anos, depois de ter sofrido alguns ferimentos. Ela tinha 9 filhos, 16 netos, 24 bisnetos e quatro trinetos.

### Shizue Nagata
Shizue Nagata (25 de julho de 1903 – 12 de abril de 2017) foi um supercentenária japonesa verificada.
A Sra. Nagata foi relatada como o segundo residente mais velho da Prefeitura de Kumamoto em setembro de 2015, depois de Masa Iseri. Ela era residente da cidade de Yamaga. A Sra. Nagata foi verificada pela GRG em 26 de outubro de 2015.
No seu aniversário de 112 anos, foi relatado que a Sra. Nagata tinha um apetite muito bom. Ela estava interessada em um monte de assuntos diferentes e estava muito animado a cada ano dos festivais de verão. Ela foi pela primeira vez para uma casa de repouso pouco antes de seu aniversário de 112 anos.

## Idade duvidosa
Japoneses que afirmaram terem se tornado supercentenários, porém não há documentos que comprovem sua idade.

### Shigechiyo Izumi
Shigechiyo Izumi (Tokunoshima, 29 de junho de 1865 (?) ou 1880 – 21 de fevereiro de 1986) foi um japonês que reivindicou ter atingido a idade de 120 anos. Entretanto, pesquisas recentes revelam um caso de necronímia, ou seja, ele assumiu a identidade de seu irmão mais velho, que faleceu jovem. Considera-se que ele tenha nascido no ano de 1880, logo, ele não chegou nem a ser um supercentenário. Seu caso é atualmente considerado falso, pelo instituto estadunidense responsável, Gerontology Research Group.